# ザルトプロフェン
ザルトプロフェン（zaltoprofen）とは、プロピオン酸系の非ステロイド性抗炎症薬の1種であり、鎮痛作用、抗炎症作用を持つ。分子内に1つキラル中心を持っているものの、医薬品として使用する際に鏡像異性体を区別することなく、ラセミ体が用いられている。商品名ソレトン、ペオン。

## 禁忌
ザルトプロフェンは下記の患者には禁忌である。
- 消化性潰瘍のある患者
- 重篤な血液の異常のある患者
- 重篤な肝障害のある患者
- 重篤な腎障害のある患者
- 重篤な心機能不全のある患者
- 製剤成分に対し過敏症の既往歴のある患者
- アスピリン喘息（非ステロイド性消炎鎮痛剤等により誘発される喘息発作）またはその既往歴のある患者

## 副作用
添付文書に重大な副作用として挙げられているものは、ショック、アナフィラキシー様症状、急性腎不全、ネフローゼ症候群、肝機能障害、消化性潰瘍、小腸・大腸潰瘍、出血性大腸炎、無顆粒球症、白血球減少、血小板減少である。

## 性質

ザルトプロフェンのケトエノール互変異性

ザルトプロフェンは、分子内に硫黄原子を含んだ非ステロイド性抗炎症薬であり、分子式C17H14O3Sで、分子量は約298である。アセトンやメタノールには可溶だが、水にはほとんど溶解しない。なお、ザルトプロフェンはカルボキシ基を持つことからも容易に判るように酸であり、そのpKaは4.21 である。また、ザルトプロフェンはケトン基も持っており、溶液の状態でケト-エノール互変異性がある。ちなみに、香りは特にない。このほか、光によって徐々に分解する。

## 生理作用
ザルトプロフェンはin vitroでの実験においてブラジキニン受容体には結合しないことが判明しており、ブラジキニン受容体を遮断することなくブラジキニンによって発現する痛みが起こらないようにしていると見られている。なお、ザルトプロフェンは他の非ステロイド性抗炎症薬と同様にシクロオキシゲナーゼ（COX）阻害作用を持つが、COX-1よりもCOX-2をより強く阻害することが知られており、COX-1のIC50（半数阻害濃度）が1.3 (µmol/l)であるのに対して、COX-2のIC50は0.34 (µmol/l)である。

## 薬物動態
ザルトプロフェンを経口投与した場合、約82%が消化管から吸収される。血中では98%が血中のタンパク質と結合している。ザルトプロフェンは肝臓で、グルクロン酸抱合酵素の1種であるen:UGT2B7やシトクロムP450の1種であるen:CYP2C9によって代謝される。なお、ザルトプロフェンは主に腎臓から排泄される薬物とされており、約62%が尿中に排泄される。